# Alopecosa upembania
Alopecosa upembania este o specie de păianjeni din genul Alopecosa, familia Lycosidae, descrisă de Roewer, 1960.
Este endemică în Congo. Conform Catalogue of Life specia Alopecosa upembania nu are subspecii cunoscute.